# Tour de l'Ain 2018
El Tour de l'Ain 2018, 30a edició del Tour de l'Ain, es disputà entre el 18 i el 20 de maig de 2018 sobre un recorregut de 450,7 km repartits entre tres etapes. La cursa formava part del calendari de l'UCI Europa Tour 2018, amb una categoria 2.1.
El vencedor final fou el francès Arthur Vichot (Groupama-FDJ), que s'imposà al seu compatriota Nicolas Edet (Cofidis i a l'estoni Rein Taaramäe (Direct Énergie).

## Equips
En aquesta edició hi prenen part 16 equips:
| WorldTeams (3)- Astana - Groupama-FDJ - AG2R La Mondiale Equips continentals professionals (7)- Cofidis, Solutions Crédits - Delko-Marseille Provence-KTM - Direct Énergie - Fortuneo-Samsic - Manzana Postobón - Vital Concept - Wanty-Groupe Gobert Equips continentals (4)- Polartec-Kometa - Saint Michel-Auber 93 - Development Team Sunweb - Roubaix Lille Métropole Equips nacionals (2)- Suïssa - Alemanya |
| |

## Etapes
| Etapa    | Data       | Ciutats d'etapa                    | type                    | Distància (km) | Vencedor de l'etapa | Líder de la general |
| -------- | ---------- | ---------------------------------- | ----------------------- | -------------- | ------------------- | ------------------- |
| 1a etapa | 18 de maig | Saint-Vulbas – Montrevel-en-Bresse | etapa plana             | 166,5          | Hugo Hofstetter     | Hugo Hofstetter     |
| 2a etapa | 19 de maig | Saint-Trivier-de-Courtes – Arbent  | etapa accidentada       | 150,9          | Javier Moreno Bazán | Javier Moreno Bazán |
| 3a etapa | 20 de maig | Lélex – Col de la Faucille         | etapa de mitja muntanya | 133,3          | Arthur Vichot       | Arthur Vichot       |

### 1a etapa
| \| Classificació de l'etapa \| Classificació de l'etapa \| Classificació de l'etapa \| Classificació de l'etapa \| Classificació de l'etapa \| \| Corredor \| Corredor \| Equip \| Temps \| \| \| ------------------------ \| ------------------------ \| ---------------------------- \| ------------------------ \| ------------------------ \| \| 1r \| Hugo Hofstetter \| Cofidis, Solutions Crédits \| 3h 52' 38" \| \| \| 2n \| Lorrenzo Manzin \| Vital Concept \| + 0" \| \| \| 3r \| Lilian Calmejane \| Direct Énergie \| + 0" \| \| \| 4t \| Dylan Page \| Team Sapura Cycling \| + 0" \| \| \| 5è \| Armindo Fonseca \| Fortuneo-Samsic \| + 0" \| \| \| 6è \| Andrea Pasqualon \| Wanty-Groupe Gobert \| + 0" \| \| \| 7è \| Emiel Vermeulen \| Roubaix Lille Métropole \| + 0" \| \| \| 8è \| Samuel Dumoulin \| AG2R La Mondiale \| + 0" \| \| \| 9è \| Przemysław Kasperkiewicz \| Delko-Marseille Provence-KTM \| + 0" \| \| \| 10è \| Jhojan García \| Manzana Postobón \| + 0" \| \| |                          |                              |            |
| |                          |                              |            |
| Fonts: ProCyclingStats Cycling Archives |                          |                              |            |
| Classificació de l'etapa |                          |                              |            |
| Corredor | Corredor                 | Equip                        | Temps      |
| 1r | Hugo Hofstetter          | Cofidis, Solutions Crédits   | 3h 52' 38" |
| 2n | Lorrenzo Manzin          | Vital Concept                | + 0"       |
| 3r | Lilian Calmejane         | Direct Énergie               | + 0"       |
| 4t | Dylan Page               | Team Sapura Cycling          | + 0"       |
| 5è | Armindo Fonseca          | Fortuneo-Samsic              | + 0"       |
| 6è | Andrea Pasqualon         | Wanty-Groupe Gobert          | + 0"       |
| 7è | Emiel Vermeulen          | Roubaix Lille Métropole      | + 0"       |
| 8è | Samuel Dumoulin          | AG2R La Mondiale             | + 0"       |
| 9è | Przemysław Kasperkiewicz | Delko-Marseille Provence-KTM | + 0"       |
| 10è | Jhojan García            | Manzana Postobón             | + 0"       |

| \| Classificació general \| Classificació general \| Classificació general \| Classificació general \| Classificació general \| \| Corredor \| Corredor \| Equip \| Temps \| \| \| --------------------- \| ------------------------ \| ---------------------------- \| --------------------- \| --------------------- \| \| 1r \| Hugo Hofstetter \| Cofidis, Solutions Crédits \| 3h 52' 28" \| \| \| 2n \| Lorrenzo Manzin \| Vital Concept \| + 4" \| \| \| 3r \| Lilian Calmejane \| Direct Énergie \| + 6" \| \| \| 4t \| Dylan Page \| Team Sapura Cycling \| + 10" \| \| \| 5è \| Armindo Fonseca \| Fortuneo-Samsic \| + 10" \| \| \| 6è \| Andrea Pasqualon \| Wanty-Groupe Gobert \| + 10" \| \| \| 7è \| Emiel Vermeulen \| Roubaix Lille Métropole \| + 10" \| \| \| 8è \| Samuel Dumoulin \| AG2R La Mondiale \| + 10" \| \| \| 9è \| Przemysław Kasperkiewicz \| Delko-Marseille Provence-KTM \| + 10" \| \| \| 10è \| Jhojan García \| Manzana Postobón \| + 10" \| \| |                          |                              |            |
| |                          |                              |            |
| Fonts: ProCyclingStats Cycling Archives |                          |                              |            |
| Classificació general |                          |                              |            |
| Corredor | Corredor                 | Equip                        | Temps      |
| 1r | Hugo Hofstetter          | Cofidis, Solutions Crédits   | 3h 52' 28" |
| 2n | Lorrenzo Manzin          | Vital Concept                | + 4"       |
| 3r | Lilian Calmejane         | Direct Énergie               | + 6"       |
| 4t | Dylan Page               | Team Sapura Cycling          | + 10"      |
| 5è | Armindo Fonseca          | Fortuneo-Samsic              | + 10"      |
| 6è | Andrea Pasqualon         | Wanty-Groupe Gobert          | + 10"      |
| 7è | Emiel Vermeulen          | Roubaix Lille Métropole      | + 10"      |
| 8è | Samuel Dumoulin          | AG2R La Mondiale             | + 10"      |
| 9è | Przemysław Kasperkiewicz | Delko-Marseille Provence-KTM | + 10"      |
| 10è | Jhojan García            | Manzana Postobón             | + 10"      |

### 2a etapa
| \| Classificació de l'etapa \| Classificació de l'etapa \| Classificació de l'etapa \| Classificació de l'etapa \| Classificació de l'etapa \| \| Corredor \| Corredor \| Equip \| Temps \| \| \| ------------------------ \| ------------------------ \| ---------------------------- \| ------------------------ \| ------------------------ \| \| 1r \| Javier Moreno Bazán \| Delko-Marseille Provence-KTM \| 3h 57' 54" \| \| \| 2n \| Arthur Vichot \| Groupama-FDJ \| + 0" \| \| \| 3r \| Marc Hirschi \| Development Team Sunweb \| + 3" \| \| \| 4t \| Ricardo Vilela \| Manzana Postobón \| + 3" \| \| \| 5è \| Nicolas Edet \| Cofidis, Solutions Crédits \| + 3" \| \| \| 6è \| Matteo Badilatti \| Suïssa \| + 5" \| \| \| 7è \| Rein Taaramäe \| Direct Énergie \| + 6" \| \| \| 8è \| Nans Peters \| AG2R La Mondiale \| + 55" \| \| \| 9è \| Kévin Le Cunff \| Saint Michel-Auber 93 \| + 55" \| \| \| 10è \| Andrea Pasqualon \| Wanty-Groupe Gobert \| + 1' 09" \| \| |                     |                              |            |
| |                     |                              |            |
| Fonts: ProCyclingStats Cycling Archives |                     |                              |            |
| Classificació de l'etapa |                     |                              |            |
| Corredor | Corredor            | Equip                        | Temps      |
| 1r | Javier Moreno Bazán | Delko-Marseille Provence-KTM | 3h 57' 54" |
| 2n | Arthur Vichot       | Groupama-FDJ                 | + 0"       |
| 3r | Marc Hirschi        | Development Team Sunweb      | + 3"       |
| 4t | Ricardo Vilela      | Manzana Postobón             | + 3"       |
| 5è | Nicolas Edet        | Cofidis, Solutions Crédits   | + 3"       |
| 6è | Matteo Badilatti    | Suïssa                       | + 5"       |
| 7è | Rein Taaramäe       | Direct Énergie               | + 6"       |
| 8è | Nans Peters         | AG2R La Mondiale             | + 55"      |
| 9è | Kévin Le Cunff      | Saint Michel-Auber 93        | + 55"      |
| 10è | Andrea Pasqualon    | Wanty-Groupe Gobert          | + 1' 09"   |

| \| Classificació general \| Classificació general \| Classificació general \| Classificació general \| Classificació general \| \| Corredor \| Corredor \| Equip \| Temps \| \| \| --------------------- \| --------------------- \| ---------------------------- \| --------------------- \| --------------------- \| \| 1r \| Javier Moreno Bazán \| Delko-Marseille Provence-KTM \| 7h 50' 22" \| \| \| 2n \| Arthur Vichot \| Groupama-FDJ \| + 4" \| \| \| 3r \| Marc Hirschi \| Development Team Sunweb \| + 9" \| \| \| 4t \| Ricardo Vilela \| Manzana Postobón \| + 13" \| \| \| 5è \| Nicolas Edet \| Cofidis, Solutions Crédits \| + 13" \| \| \| 6è \| Matteo Badilatti \| Suïssa \| + 15" \| \| \| 7è \| Rein Taaramäe \| Direct Énergie \| + 16" \| \| \| 8è \| Kévin Le Cunff \| Saint Michel-Auber 93 \| + 1' 05" \| \| \| 9è \| Nans Peters \| AG2R La Mondiale \| + 1' 05" \| \| \| 10è \| Lilian Calmejane \| Direct Énergie \| + 1' 15" \| \| |                     |                              |            |
| |                     |                              |            |
| Fonts: ProCyclingStats Cycling Archives |                     |                              |            |
| Classificació general |                     |                              |            |
| Corredor | Corredor            | Equip                        | Temps      |
| 1r | Javier Moreno Bazán | Delko-Marseille Provence-KTM | 7h 50' 22" |
| 2n | Arthur Vichot       | Groupama-FDJ                 | + 4"       |
| 3r | Marc Hirschi        | Development Team Sunweb      | + 9"       |
| 4t | Ricardo Vilela      | Manzana Postobón             | + 13"      |
| 5è | Nicolas Edet        | Cofidis, Solutions Crédits   | + 13"      |
| 6è | Matteo Badilatti    | Suïssa                       | + 15"      |
| 7è | Rein Taaramäe       | Direct Énergie               | + 16"      |
| 8è | Kévin Le Cunff      | Saint Michel-Auber 93        | + 1' 05"   |
| 9è | Nans Peters         | AG2R La Mondiale             | + 1' 05"   |
| 10è | Lilian Calmejane    | Direct Énergie               | + 1' 15"   |

### 3a etapa
| \| Classificació de l'etapa \| Classificació de l'etapa \| Classificació de l'etapa \| Classificació de l'etapa \| Classificació de l'etapa \| \| Corredor \| Corredor \| Equip \| Temps \| \| \| ------------------------ \| ------------------------ \| -------------------------- \| ------------------------ \| ------------------------ \| \| 1r \| Arthur Vichot \| Groupama-FDJ \| 3h 25' 54" \| \| \| 2n \| Nans Peters \| AG2R La Mondiale \| + 0" \| \| \| 3r \| Nicolas Edet \| Cofidis, Solutions Crédits \| + 3" \| \| \| 4t \| David Gaudu \| Groupama-FDJ \| + 13" \| \| \| 5è \| Rein Taaramäe \| Direct Énergie \| + 24" \| \| \| 6è \| Mathias Le Turnier \| Cofidis, Solutions Crédits \| + 27" \| \| \| 7è \| Tony Gallopin \| AG2R La Mondiale \| + 41" \| \| \| 8è \| Marc Hirschi \| Development Team Sunweb \| + 41" \| \| \| 9è \| Hugo Houle \| Astana \| + 45" \| \| \| 10è \| Anthony Perez \| Cofidis, Solutions Crédits \| + 1' 03" \| \| |                    |                            |            |
| |                    |                            |            |
| Fonts: ProCyclingStats Cycling Archives |                    |                            |            |
| Classificació de l'etapa |                    |                            |            |
| Corredor | Corredor           | Equip                      | Temps      |
| 1r | Arthur Vichot      | Groupama-FDJ               | 3h 25' 54" |
| 2n | Nans Peters        | AG2R La Mondiale           | + 0"       |
| 3r | Nicolas Edet       | Cofidis, Solutions Crédits | + 3"       |
| 4t | David Gaudu        | Groupama-FDJ               | + 13"      |
| 5è | Rein Taaramäe      | Direct Énergie             | + 24"      |
| 6è | Mathias Le Turnier | Cofidis, Solutions Crédits | + 27"      |
| 7è | Tony Gallopin      | AG2R La Mondiale           | + 41"      |
| 8è | Marc Hirschi       | Development Team Sunweb    | + 41"      |
| 9è | Hugo Houle         | Astana                     | + 45"      |
| 10è | Anthony Perez      | Cofidis, Solutions Crédits | + 1' 03"   |

## Classificació final
| \| Classificació general \| Classificació general \| Classificació general \| Classificació general \| Classificació general \| \| Corredor \| Corredor \| Equip \| Temps \| \| \| --------------------- \| --------------------- \| ---------------------------- \| --------------------- \| --------------------- \| \| 1r \| Arthur Vichot \| Groupama-FDJ \| 11' 16" \| \| \| 2n \| Nicolas Edet \| Cofidis, Solutions Crédits \| + 18" \| \| \| 3r \| Rein Taaramäe \| Direct Énergie \| + 46" \| \| \| 4t \| Marc Hirschi \| Development Team Sunweb \| + 56" \| \| \| 5è \| Nans Peters \| AG2R La Mondiale \| + 1' 05" \| \| \| 6è \| Javier Moreno Bazán \| Delko-Marseille Provence-KTM \| + 1' 17" \| \| \| 7è \| Matteo Badilatti \| Suïssa \| + 1' 32" \| \| \| 8è \| Ricardo Vilela \| Manzana Postobón \| + 1' 41" \| \| \| 9è \| Lilian Calmejane \| Direct Énergie \| + 2' 26" \| \| \| 10è \| Anthony Perez \| Cofidis, Solutions Crédits \| + 2' 28" \| \| |                     |                              |          |
| |                     |                              |          |
| Fonts: ProCyclingStats Cycling Archives |                     |                              |          |
| Classificació general |                     |                              |          |
| Corredor | Corredor            | Equip                        | Temps    |
| 1r | Arthur Vichot       | Groupama-FDJ                 | 11' 16"  |
| 2n | Nicolas Edet        | Cofidis, Solutions Crédits   | + 18"    |
| 3r | Rein Taaramäe       | Direct Énergie               | + 46"    |
| 4t | Marc Hirschi        | Development Team Sunweb      | + 56"    |
| 5è | Nans Peters         | AG2R La Mondiale             | + 1' 05" |
| 6è | Javier Moreno Bazán | Delko-Marseille Provence-KTM | + 1' 17" |
| 7è | Matteo Badilatti    | Suïssa                       | + 1' 32" |
| 8è | Ricardo Vilela      | Manzana Postobón             | + 1' 41" |
| 9è | Lilian Calmejane    | Direct Énergie               | + 2' 26" |
| 10è | Anthony Perez       | Cofidis, Solutions Crédits   | + 2' 28" |